# Sphecodes majalis
Sphecodes majalis är en biart som beskrevs av Pérez 1903. Sphecodes majalis ingår i släktet blodbin, och familjen vägbin. Inga underarter finns listade i Catalogue of Life.